# Jaggid-Lim
Jaggid-Lim amurrú törzsfő volt, valószínűleg a szimaliak közül. Mári uraként dinasztiája – amelynek legismertebb uralkodója Zimrí-Lim volt – vérbosszúkkal terhes küzdelmet folytatott az ugyancsak amurrú jaminiak egyik dinasztiájával, amelynek legismertebb tagja I. Samsi-Adad asszír király volt.

## Uralkodása
Jaggid-Lim valószínűleg az amurrúk népének részét képező egyik törzs sejkje volt, aki megszerezte a Mári feletti uralmat. Szövetséget kötött a szintén amurrú, de a jaminiak közül való Ila-kabkabival, Tirka urával. Dinasztiája – legismertebb tagja Zimrí-Lim – közlése szerint Ila-kabkabi nem tartotta magát a megállapodáshoz, valószínűleg azonban, úgy tűnik, Jaggid-Lim szegte meg a szerződést. Ila-kabkabi ezért elfoglalt két Márihoz tartozó települést. Fia, Jahdun-Lim alatt sikerült dinasztiájának visszavágnia.